# 古源邵元
古源邵元（こげん しょうげん）は、鎌倉時代末期から南北朝時代の僧。

## 経歴・人物
はじめ曹洞宗宏智派に属し、契源と称したが、京都東福寺に入り臨済宗に転じ、邵元と改名し、第12世双峰宗源の法を嗣ぐ。嘉暦年間、元に渡り、五台山や北京など諸方を遍歴する。在元中に曹洞宗の尊宿の塔銘を5点残す。帰国後、京都大聖寺などを経て東福寺第25世となる。